# 1954 en sport
Cet article présente les faits marquants de l'année 1954 en sport.

## Presse sportive
- 16 août : première publication de l'hebdomadaire américain Sports Illustrated.

## Alpinisme
- 31 juillet : première ascension du K2 par Achille Compagnoni et Lino Lacedelli.
- printemps : première ascension du Pethangtse par des membres de l'expédition d'Edmund Hillary.
- automne : seconde ascension du Pethangtse par Jean Franco et Guido Magnone.

## Athlétisme
- 6 mai : le Britannique Roger Bannister entre dans la légende du sport mondial étant le premier athlète à courir le mille en moins de 4 minutes (3 minutes, 59 secondes et 4 dixièmes).

## Automobile
- Le Français Louis Chiron remporte le Rallye automobile Monte-Carlo sur une Lancia.
- 24 heures du Mans : Ferrari gagne la course d'endurance avec les pilotes Maurice Trintignant et José Froilán González.
- L'Argentin Juan Manuel Fangio remporte le Championnat du monde de Formule 1 au volant d'une Maserati puis d'une Mercedes-Benz.
- Lee Petty remporte le championnat de la série NASCAR avec un montant total de 26 706 $ (USD).

## Baseball
- Les New York Giants remportent les World Series face aux Cleveland Indians.

## Basket-ball
- Les Minneapolis Lakers sont champion NBA en battant en finales les Syracuse Nationals 4 manches à 3.
- Le Racing club de France est champion de France chez les hommes.
- Le Paris UC l'emporte chez les féminines.
- Au vélodrome d'hiver, le Paris UC remporte la Coupe de France masculine

## Boxe
- 19 mars : premier match de boxe télédiffusé en couleurs depuis le Madison Square Garden à New York.
- Le champion Rocky Marciano conserve son titre de champion du monde des poids lourds à la boxe en battant Ezzard Charles :
  - le 17 juin, aux points en quinze rounds à New York ;
  - le 17 septembre, par K.O. au huitième round, également à New York.

## Cyclisme
- Le Belge Raymond Impanis s’impose sur le Paris-Roubaix.
- Du 8 juillet au 1er août, Tour de France : le Français Louison Bobet s’impose devant les Suisses Ferdi Kübler, meilleur sprinter et Fritz Schaer. Classement de la montagne pour l’Espagnol Federico Bahamontes.
- Le Français Louison Bobet s’impose sur le Championnat du monde sur route de course en ligne.
- Le Suisse Ferdi Kübler remporte le classement annuel par points (Challenge Desgranges-Colombo).

## Football
- 1er mai : West Bromwich Albion remporte (3-2) la Coupe d'Angleterre face à Preston North End FC.
- Lille OSC est champion de France.
- Wolverhampton Wanderers FC est champion d'Angleterre.
- Inter Milan est champion d'Italie.
- Hannover 96 est champion d'Allemagne.
- Real Madrid est champion d'Espagne.
- Celtic champion d'Écosse.
- 23 mai : première retransmission en direct d'une finale de Coupe de France. Le parc est alors estimé à 140 000 téléviseurs en France.
- 23 mai : l'OGC Nice remporte (2-1) la Coupe de France face à l'Olympique de Marseille.
- 3 juin : début de l'émission « La Domenica Sportiva » sur la Rai à la suite de la signature d'un accord entre la chaîne nationale et les autorités du Calcio. Cette date marque également les grands débuts de la Rai. Ainsi, le jour même de son inauguration, la Rai met le football à l'honneur.
- 16 juin au 4 juillet : diffusion en France via l'Eurovision de neuf matches en direct de la Coupe du monde de football se disputant en Suisse. Le succès de ces retransmissions est total et réveille des téléspectateurs jusque-là résignés à ne pas voir beaucoup de football sur leur petit écran. En effet, la télévision française ne goûte pas franchement les joies du ballon rond tandis que les autorités fédérales freinent l’arrivée des matches télévisés par peur de la concurrence avec les recettes aux guichets.
- 24 juin : première retransmission d'un match de football en direct en Italie : l'Italie bat l'Égypte 5 à 1. L'Italie profite ici de l'Eurovision tout comme l'ensemble des autres pays membres.
- L'Allemagne remporte la Coupe du monde de football.
  - Article de fond : Coupe du monde de football 1954
- 4 décembre : première grosse fâcherie entre les autorités du football français et la télévision française… La fédération bloque les retransmissions ; la télé réplique en ne donnant plus les résultats des matches.
  - Article détaillé : 1954 en football

## Football américain
- 26 décembre : Cleveland Browns champions de la National Football League. Article détaillé : Saison NFL 1954.

## Football canadien
- Coupe Grey : Eskimos d'Edmonton 26-25 Alouettes de Montréal

## Golf
Vainqueurs des grands tournois :
- British Open : l'Australien Peter Thomson.
- US Open : l’Américain Ed Furgol.
- Tournoi de L'USAGE : l’Américain Chick Harbert.
- Tournoi des Masters : l’Américain Sam Snead.

## Hockey sur glace
- Les Red Wings de Détroit remportent la Coupe Stanley 1954
- Coupe Magnus : Chamonix est sacré champion de France.
- L’URSS remporte le championnat du monde.
- HC Arosa est sacré champion de Suisse.

## Jeu de paume
- Le Français Pierre Etchebaster, considéré comme le meilleur joueur de paume moderne, perd son titre de champion du monde gagné en 1928. Il a alors soixante ans !

## Moto
- Vitesse (championnats du monde) :
  - 500 cm3 : le britannique Geoff Duke sur Gilera.
  - 350 cm3 : le britannique Fergus Anderson sur Moto Guzzi.
  - 250 cm3 : l’allemand Werner Haas sur NSU.
  - 125 cm3 : l’autrichien Rupert Hollaus sur NSU.
  - side-car : l’allemand Wilhelm Noll sur BMW.
- Moto-cross (Moto-cross des nations) :
  - La Grande-Bretagne remporte cette épreuve par équipe.
- Endurance :
  - Bol d'or : Puch remporte l’épreuve.

## Rugby à XIII
- 9 mai : à Cavaillon, Lyon remporte la Coupe de France face au XIII Catalan 17-15.
- 16 mai : à Toulouse, Bordeaux remporte le Championnat de France face à Marseille 7-4.
- 13 novembre : la Grande-Bretagne remporte la Coupe du monde de rugby à XIII.
  - Article de fond : Coupe du monde de rugby à XIII 1954

## Rugby à XV
- La France, Angleterre et le Pays de Galles remportent le Tournoi.
- Le Middlesex champion d’Angleterre des comtés.
- Western Province champion d’Afrique du Sud des provinces (Currie Cup).
- Le FC Grenoble est champion de France.

## Ski alpin
- Championnats du monde à Åre (Suède) : la Norvège remporte 3 médailles, toutes trois en or.

## Tennis
- Tournoi de Roland-Garros :
  - L’Américain Tony Trabert s’impose en simple hommes.
  - L’Américaine Maureen Connolly s’impose en simple femmes.
- Tournoi de Wimbledon :
  - Le Tchèque Jaroslav Drobný s’impose en simple hommes.
  - L’Américaine Maureen Connolly s’impose en simple femmes.
- US Open :
  - L’Américain Vic Seixas s’impose en simple hommes.
  - L’Américaine Doris Hart s’impose en simple femmes.
- Coupe Davis : l'équipe des États-Unis bat celle d'Australie : 3 - 2.

## Naissances
- 2 janvier : Tinatin Lekveishvili, nageuse soviétique.
- 24 janvier : Jo Gartner, pilote automobile autrichien de Formule 1 et de voitures d'endurance. († 1er juin 1986).
- 6 février : Juan de la Cruz, basketteur espagnol, médaille d'argent aux Jeux de Los Angeles en 1984.
- 13 février : Dominique Bathenay, footballeur français.
- 19 février : Sócrates, footballeur brésilien. († 4 décembre 2011).
- 21 février : Ivo Van Damme, athlète belge, spécialiste du demi-fond. († 29 décembre 1976).
- 20 mars : Patrick Abada, athlète français, spécialiste du saut à la perche.
- 7 avril : Tony Dorsett, joueur de football US américain.
- 17 avril : Riccardo Patrese, pilote automobile italien, recordman du nombre de GP de Formule 1 disputés, avec 256 départs de 1977 à 1993.
- 25 avril : Daniel Dubroca, joueur de rugby à XV français.
- 8 mai : Alexandru Custov, footballeur roumain. († 20 mars 2008).
- 31 mai : Jocelyne Triadou, judokate française, championne du monde en moins de 72 kg (1980).
- 6 juin : Jorge Pinto Mendonça, footballeur brésilien. († 17 février 2006).
- 8 juin : Jochen Schümann, skipper (voile) allemand.
- 6 juillet : Vitas Gerulaitis, joueur de tennis américain. († 18 septembre 1994).
- 13 juillet : Louis Acariès, boxeur français.
- 15 juillet : Mario Kempes, footballeur argentin, champion du monde en 1978.
- 19 juillet : Alvan Adams, joueur américain de basket-ball.
- 25 juillet : Walter Payton, joueur de football US américain.
- 26 juillet : Vitas Gerulaitis, joueur de tennis américain.
- 9 septembre : Walter Davis, joueur de basket-ball améticain.
- 18 septembre : Dennis Johnson, joueur et entraîneur américain de basket-ball († 22 février 2007).
- 17 octobre : Marie-Claire Battistelli, joueuse française de basket-ball.
- 23 octobre : Philippe Poupon, skipper (voile) français.
- 1er novembre : Patrick Zagar, footballeur français.
- 14 novembre : Bernard Hinault, cycliste français.
- 29 novembre : Steve Rogers, joueur de rugby à XIII australien. († 3 janvier 2006).
- 30 novembre : Muli Katzurin, entraîneur israélien de basket-ball.
- 5 décembre : Keith Robertson, joueur écossais de rugby à XV, qui a joué avec l'équipe d'Écosse, de 1978 à 1989.
- 21 décembre : Chris Evert, joueuse de tennis américaine.

## Décès
- 3 janvier : Christian Lautenschlager, pilote automobile allemand. (° 13 avril 1877).
- 26 mai : Lionel Conacher sportif complet canadien ayant remporté, entre autres trophées, la Coupe Stanley de la Ligue nationale de hockey ainsi que la Coupe Grey du football canadien (°24 mai 1901).
- 31 juillet : Onofre Marimón, pilote automobile argentin de Formule 1. (° 19 décembre 1923).